# Bexley North
Bexley North är en del av en befolkad plats i Australien. Den ligger i kommunen Rockdale och delstaten New South Wales, i den sydöstra delen av landet, omkring 13 kilometer sydväst om delstatshuvudstaden Sydney. Antalet invånare är 3 999.
Runt Bexley North är det mycket tätbefolkat, med 3 895 invånare per kvadratkilometer.. Närmaste större samhälle är Sydney, omkring 13 kilometer nordost om Bexley North. 
Runt Bexley North är det i huvudsak tätbebyggt. Genomsnittlig årsnederbörd är 1 380 millimeter. Den regnigaste månaden är februari, med i genomsnitt 200 mm nederbörd, och den torraste är juli, med 36 mm nederbörd.